# Halle de Blet
La halle de Blet est un édifice en pierre situé sur la commune de Blet, dans le département du Cher, en France.

## Localisation
À 180 m d'altitude, la halle se trouve au centre du village 3 place de l'Église.

## Description
La halle est un édifice en bois assemblé avec une charpente à quatre longs pans, recouverte en tuile plate et soutenue avec des poteaux intermédiaires. La façade rectiligne présente 5 poteaux de bois reposants sur des plots maçonnés carrés pour 3 poteaux sur les côtés également ouverts. Le mur du fond est constitué par un immeuble mitoyen.

## Historique
La halle est initiée en 1821 par Jean-Ursin Aumeunier, maître charpentier à Nérondes. 
Elle a servi de marché et à la louée des ouvriers agricoles jusqu’à la Seconde Guerre mondiale. 
La halle est inscrite au titre des monuments historiques par arrêté du 8 septembre 1993.

## Valorisation du patrimoine
Elle n'est pas employée par un marché habituel.